# L'Invention des corps
L'Invention des corps est un roman de Pierre Ducrozet paru le août 2017 chez Actes Sud. Il est récompensé la même année par le prix de Flore, ex æquo avec Paname Underground de Zarca.

## Résumé
Alvaro, jeune programmeur mexicain, se rend à une manifestation avec d’autres étudiants. Leur convoi est attaqué, et il est le seul survivant. Il s’enfuit alors aux États-Unis, où il rencontre un entrepreneur milliardaire, qui lui propose d’être un cobaye pour une expérience transhumaniste.

## Prix et distinctions
Le roman est sélectionné pour le prix de Flore, qu’il remporte avec six voix (sur les douze membres du jury), à égalité avec Paname Underground de Zarca.
Il est sélectionné pour le Prix du Roman d'Écologie 2018.

## Éditions
- Actes Sud, août 2017[6],  (ISBN 978-2-330-08175-1).